# Grolanda församling
Grolanda församling var en församling i Skara stift och i Falköpings kommun. Församlingen uppgick 2002 i Grolanda-Jäla församling.

## Administrativ historik
Församlingen har medeltida ursprung. År 1757 införlivades Skärvums församling.
Församlingen var till 1962 moderförsamling i pastoratet Grolanda och Jäla som till 1757 även omfattade Skärvums församling. Från 1962 till 2002 var församlingen i pastorat med Floby församling som moderförsamling. Församlingen uppgick 2002 i Grolanda-Jäla församling.

## Organister
| Period    | Namn                             | Levnadstid | Övrigt   |
| --------- | -------------------------------- | ---------- | -------- |
| 1764–1765 | Anders Söderman                  | 1736–1783  | Organist |
| 1767–1768 | Magnus Stenman                   | 1750–1819  | Organist |
| 1773–1804 | Gustav Enegren                   | 1742–1822  | Organist |
| 1805      | Karl Moberg                      | 1780–1805  | Organist |
| 1805–1825 | Abraham Sjöberg                  | 1773–1825  | Organist |
| 1826–1831 | Johan Gustav Andersson Bergander | 1799–      | Organist |
| 1831–1882 | Samuel Norrlander                | 1802–1882  | Organist |

## Kyrkor
- Grolanda kyrka